# Шторм на суші
Шторм на суші (рос. Шторм на суше) — радянський художній фільм 1975 року, знятий на Кіностудії ім. М. Горького.

## Сюжет
Приморське містечко Росії, 1913 рік. Мітька Хряпов разом зі слобідськими хлопцями мріє про далекі країни та подорожі. Заздрісно думаючи про гавані, де їм поки не дозволяють бувати, вони цілими днями пропадають на березі моря і Мітька терпляче навчає друзів нехитрих справ, без яких немислимо велике плавання.

## У ролях
- Олександр Макарцев — Мітя Хряпов
- Олександр Сілін — Пантелей
- Георгій Юматов — Олексій Якович Хряпов, батько Миті
- Ніна Меньшикова — Марфа Корніївна, мама Миті
- Сергій Яковлєв — Іван Хряпов, дядько Миті
- Станіслав Чекан — клепальник
- Григорій Лямпе — Мавріді, багатий судновласник
- Володимир Балашов — письменник-адресат
- Павло Винник — шкіпер «Олі»
- Юрій Чернов — Федя, «Потопельник»
- Євген Марков — інспектор гімназій
- Ілля Єрмолаєв — Костик Мавріді
- Таїр Жалялов — епізод
- Олександра Кудрявцева — епізод
- Тетяна Лапіна — епізод
- Борис Гітін — гість
- Микола Сморчков — шофер
- Муза Крепкогорська — мама Феді
- Віталій Леонов — поліцейський
- Олена Максимова — тітонька, рятівниця
- Микола Горлов — рятівник
- Едуард Бочаров — епізод
- Інга Будкевич — панянка
- Маргарита Жарова — епізод
- Анатолій Алексєєв — священник

## Знімальна група
- Режисер — Едуард Бочаров
- Сценаристи — Едуард Бочаров, Анатолій Галієв
- Оператор — Ігор Клебанов
- Композитор — Євген Крилатов
- Художник — Михайло Фішгойт